# Bert Hölldobler
Bert Hölldobler (25 de junio de 1936 (88 años) es un sociobiólogo, y entomólogo alemán especializado en hormigas.
Ha sido premiado con el Premio Pulitzer en 1991 por su libro The Ants (Hormigas) (1990) en coautoría con Edward Osborne Wilson, con quien colaboró en la redacción de Journey to the Ants (1994), traducido como Viaje a las hormigas (Barcelona, 1996).
Trabaja en la Universidad de Wurzburgo, en Alemania y en la Universidad Estatal de Arizona.
En septiembre de 2016 se nombró una especie de hormiga en su honor: Lenomyrmex hoelldobleri. Esta hormiga recién descrita fue encontrada en el estómago de una rana dendrobática en peligro de extinción, Oophaga sylvatica, en Ecuador.
El artículo de referencia es: Lenomyrmex hoelldobleri: a new ant species discovered in the stomach of the dendrobatid poison frog, Oophaga sylvatica (Funkhouser). Christian Rabeling, Jeffrey Sosa-Calvo, Lauren A. O’Connell, Luis A. Coloma, Fernando Fernández. ZooKeys 618: 79-95 (19 Sep 2016) doi: 10.3897/zookeys.618.9692

## Algunas publicaciones

### Libros
- Bert Hölldobler, E.O. Wilson. "The Ants, Harvard Univ. Press, 1990, ISBN 0-674-04075-9
- Bert Hölldobler, E.O. Wilson. "Journey to the Ants: A Story of Scientific Exploration, 1994, ISBN 0-674-48525-4
- Bert Hölldobler, E.O. Wilson. "The Superorganism: The Beauty, Elegance, and Strangeness of Insect Societies", W.W. Norton, 2008. ISBN 978-0393067040

## Videos y entrevistas
Hölldobler ha sido sujeto del filme documental: "Ants - Nature's Secret Power", ganando el "Premio 2005 Jackson Hole Wildlife Film Festivals Special Jury".
Su entrevista de 2007 en el programa podcast Ask A Biologist detallaba su biografía y sus intereses en hormigas y artículos.